# 珀西·霍布森
珀西·霍布森（英語：Percy Hobson，1942年11月5日—2022年1月4日），澳大利亚男子田径运动员。他曾代表澳大利亚参加1962年大英帝国和英联邦运动会田径比赛，获得男子跳高金牌。